# Kesteren
Kesteren è una località olandese situata nel comune di Neder-Betuwe, nella provincia della Gheldria.
Il 1º gennaio 2002 ha assorbito i comuni di Dodewaard e di Echteld, il 1º aprile 2003 è stato rinominato Neder-Betuwe.